# Alexandros Theofilakis
Alexandros Theofilakis (n. 1877, Sparti, Peloponez, Grecia de Vest și Insulele Ionice⁠(d), Grecia – d. secolul al XX-lea) a fost un trăgător de tir ce a reprezentat Grecia, medaliat olimpic. A participat la 5 ediții ale Jocurilor Olimpice (1896, 1908, 1912, 1920, 1924) în care a câștigat o medalie de argint.